# Magia del caos

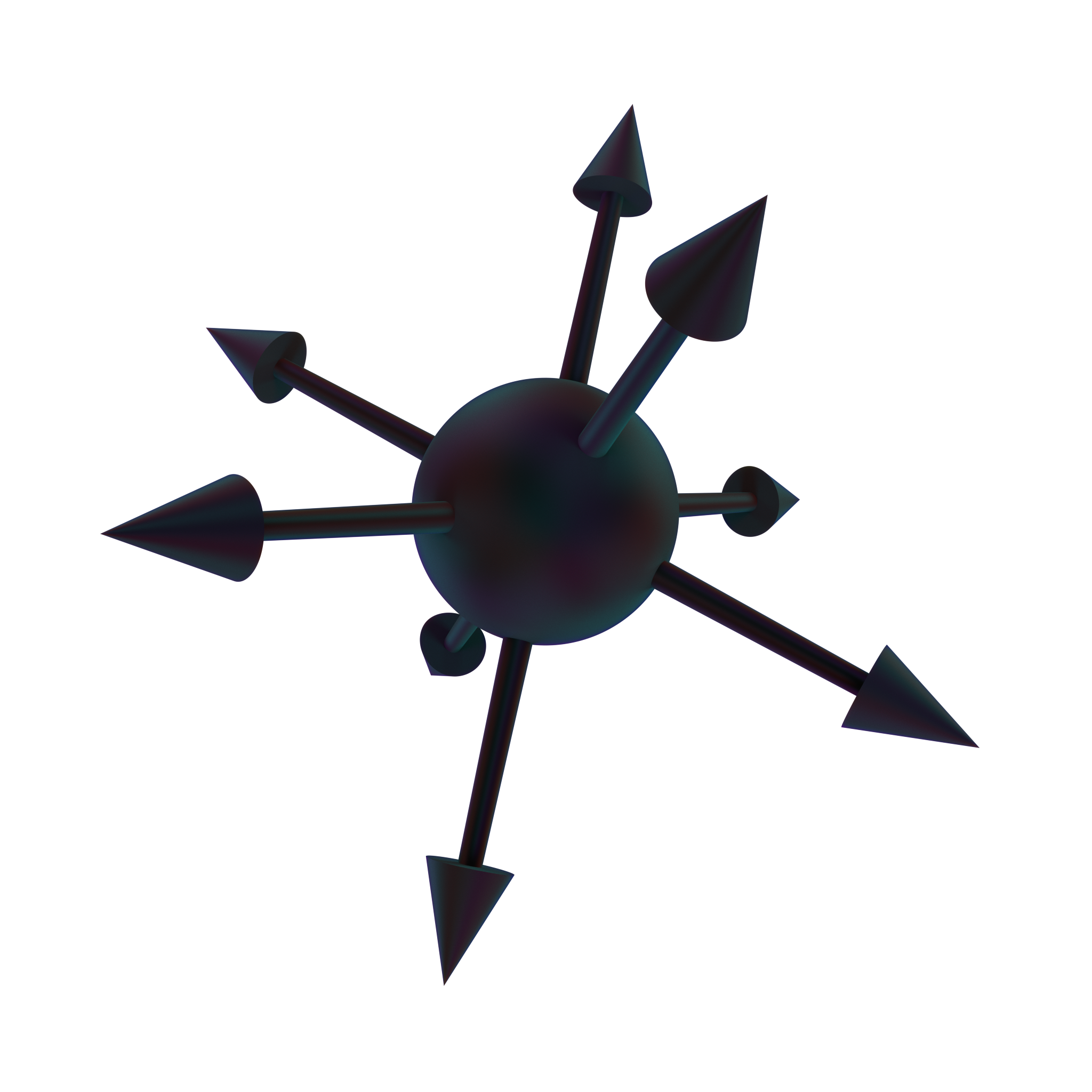
La Caosfera es el símbolo de la Magia Caos.

El caoismo (llamada por sus creadores Magia del Caos) es religión neopagana a partir de una variación meta-práctica y contemporánea de la magia del caos tradicional. Inicialmente se desarrolló en Inglaterra en la década de 1970, basándose en gran medida en la filosofía del artista y ocultista Austin Osman Spare. A veces referida como “magia libre”, "magia de éxito" o "magia basada en resultados", el caoismo pretende enfatizar el logro de resultados específicos por encima de los aspectos simbólicos, ritualistas, teológicos u otros aspectos ornamentales de otras tradiciones ocultas.

## Características generales
La magia del caos postula que las limitaciones del "poder" del practicante y sus rituales son sólo impuestas por su consciente e inconsciente. La magia del caos no impone dogmas a seguir, es la misma persona quien se impone reglas durante un ritual. Esta ausencia de dogmas o esquemas preestablecidos en la magia del caos deja la libertad al practicante para crear sus propios métodos y creencias, adoptando temporalmente un paradigma con el fin de crear la tensión psicológica necesaria para un ritual o, si así lo prefiere, a combinar sus propias invenciones con la tradición ocultista que mejor le parezca para la realización de un ritual específico; en otras palabras, utiliza las creencias como una herramienta. Algunas fuentes comunes de inspiración incluyen áreas tan diversas como las teorías científicas, la Magia Ceremonial tradicional, el Neochamanismo, la Filosofía oriental, las religiones mundiales y la experimentación individual.
El concepto de caos se puede atribuir al carácter dual de la existencia, señalado en filosofías tales como el taoísmo, en donde el desorden y el orden total juegan y se complementan en una realidad bipolar, ambigua y cíclica, pero también única, en donde el desorden se convierte gradualmente en orden. Así, existe tanto un espacio para el orden como otro para el desorden, y estos se suceden mutuamente en función del tiempo. La magia del caos trabaja sobre este concepto, al entender el momento del ritual como desorden, y el objetivo a conseguir a futuro como orden.
Si bien la creación de sigilos no es la única forma de trabajar en la magia del caos, sí es de las técnicas más utilizadas en los rituales. En este caso los sigilos representan el objetivo de un ritual. Para "activar" dicho sigilo éste debe visualizarse en un estado de gnosis, o más específicamente, en un estado alterado de consciencia tal que el sigilo en su totalidad sea asimilado por el subconsciente.
Se dice que el practicante de la magia del caos puede tener un poder impresionante y lograr cosas que con otros tipos de magia podrían no lograrse, pero también se considera que la magia del caos puede llegar a ser muy peligrosa si no se tiene una clara idea de las consecuencias que puede traer. Los daños pueden ser directos y permanentes y afectar a la psicología de la persona que la practica. 

## Historia

### Orígenes y creación
Durante muchos años se ha creído que la magia del caos fue creada en la década de los 70, pero lo que se creó en ese tiempo fue el Caoismo, una vertiente evolutiva de la magia del caos tradicional. 
El caoismo es un tipo de Magia que fue por primera vez formulada en Yorkshire del Oeste, Inglaterra, durante los años 1970. A Través de una variedad de técnicas, muchas veces reminiscentes de la Magia Ceremonial occidental o del Neochamanismo, muchos practicantes creen que pueden cambiar tanto su experiencia subjetiva como su realidad objetiva, mientras otros arguyen que la magia ocurre por medios paranormales directos. 
Se afirma que fue un encuentro entre Peter Carroll y Ray Sherwin en Deptford en 1976 lo que dio nacimiento al caoismo, y en 1978 Carroll y Sherwin fundaron The Illuminates of Thanateros (IOT), una organización caota. El libro "Liber Null" (1978) de Peter J. Carroll desarrolló más aún esta nueva y experimental perspectiva en la magia. Este y el libro "Psychonaut" (1981) del mismo autor siguen siendo importantes recursos.

### Influencias
El artista, visionario y místico Austin Osman Spare, quien durante un corto período fue miembro de la A.A. (organización ocultista Astrum Argentum) de Aleister Crowley pero que más tarde rompió relaciones con ellos para trabajar independientemente es, en gran parte, la fuente y origen de la teoría y práctica del caoismo. Específicamente, Spare desarrolló el uso de los sigilos y el empleo de gnosis para potenciarlos o cargarlos. El trabajo con sigilos básicos resume la técnica de Spare, lo que incluye la construcción de una frase en la que se detalla la intención mágica, se eliminan las letras duplicadas, recombinando artísticamente las letras para formar el sigilo. Aunque Spare murió mucho antes de que el caoismo emergiese, muchos lo consideran el padre del caoismo debido a su repudio por los sistemas mágicos tradicionales y por estar a favor de una técnica basada en la gnosis.
Además del trabajo de Spare, esta experimentación fue el resultado de muchos factores, incluyendo la Contracultura de las décadas de 1960 y 1970, la amplia difusión de información sobre magia por magos como Aleister Crowley e Israel Regardie, la influencia del "Discordianismo" y Robert Anton Wilson.

### Primeros tiempos
La primera edición del Liber Null no incluye el término "Magia del Caos", refiriéndose solo a la magia o "el arte mágico" en general. Algunos textos de ese período consistentemente tratan de declarar principios universales de la magia, como opuestos a un nuevo estilo específico o una tradición mágica, y describen sus innovaciones como esfuerzos para librar la magia de las ideas supersticiosas y religiosas. El libro Psychonaut usa el término "brujería individual" para referirse a lo que la organización mágica IOT enseña.

### Actualidad
Aunque existen organizaciones como la IOT, el caoismo en general está entre una de las ramas menos organizadas de la magia y es catalogada como un movimiento libre. Los practicantes individuales amplían el material existente incorporando otros conceptos, como Teoría del Caos, Ciencia cognitiva, Hipnosis y demás.
Varios caoístas actuales se dedican a trabajar con magia retroactiva, que involucra la modificación y alteración del tiempo, como el "alargamiento" y "contracción" del tiempo, intentar cambiar sucesos pasados o predestinar un futuro. 
Entre los escritores más notables sobre caoismo se encuentran John Balance, Peter J. Carroll, Jan Fries, Jaq D. Hawkins, Phil Hine, Alan Moore, Grant Morrison, Ian Read, Ray Sherwin, Lionel Snell y Ralph Tegtmeier. En 2018 Carlos Atanes publicó con la editorial Dilatando Mentes el primer libro en español dedicado al tema, Magia del Caos para escépticos.

## Términos y prácticas del caoismo

### El estado de Hipnosis
Un concepto introducido por Carroll es el estado hipnótico, también llamado hipnosis. Éste es definido como un estado alterado de conciencia que en la teoría mágica de Carroll es indispensable para trabajar la mayor parte de los diferentes tipos de magia. Ésta es una divergencia con los antiguos conceptos que describían a las energías, los espíritus o los actos simbólicos como la fuente de los poderes mágicos. Este concepto tiene un predecesor dentro de la noción budista de Samādhi, que fue hecho popular en el Ocultismo occidental por Aleister Crowley y más tarde explorado por Austin Osman Spare.
El estado de hipnosis se logra cuando la mente de una persona está concentrada en un solo punto, pensamiento o meta. Cada uno de los practicantes de la magia del caos desarrolla sus propias formas de alcanzar este estado. Todos estos métodos se basan en la creencia de que un simple pensamiento o deseo dirigido que se experimente durante el estado gnóstico y luego sea olvidado rápidamente, es enviado al subconsciente, donde se arraiga y sin los obstáculos e interferencias de la mente consciente puede provocar resultados y cambios en el mundo material.
Según esta creencia, los rituales, meditaciones y otros elementos específicos de las formas más tradicionales de magia no necesitan ser entendidos como valiosos en sí mismos, sino como tal sólo técnicas que inducen a la hipnosis.

### El cambio de paradigma
Quizá la característica más notable de la magia del caos es el concepto del cambio mágico de Paradigma. Pidiendo prestado un término del filósofo Thomas Samuel Kuhn, Carroll creó la técnica del cambio arbitrario de la perspectiva individual del mundo (o paradigma) de la magia, un concepto fundamental de la magia del caos. Un ejemplo de un cambio mágico de paradigma es la realización de un rito Lovecraftiano un día, y luego la utilización de una técnica de magia de runas para el próximo ritual. Estos dos paradigmas mágicos son muy diferentes, pero mientras el individuo esté usando uno de ellos, él creerá completamente en este paradigma al extremo de ignorar a todos los demás sistemas de creencia (a menudo contradictorios).
Desde entonces el cambio de paradigmas mágicos se ha abierto camino en el trabajo mágico de muchas otras tradiciones mágicas, pero es en la Magia del Caos donde más se ha desarrollado. Cambiar sistemas de creencia a voluntad es también algunas veces practicado por seguidores del Discordianismo.
Algunos magos del caos piensan que el probar creencias inusuales y a menudo extrañas es en sí una experiencia que vale tener y consideran a la flexibilidad de creencias como una forma de poder o libertad en un sentido cibernético de la palabra.

### La creencia como una herramienta
La magia del caos afirma que la Creencia puede ser una fuerza mágica activa. Esto enfatiza la flexibilidad de la creencia y la habilidad para escoger conscientemente las creencias personales, con el objeto de aplicarlas como una herramienta en lugar de considerarla una parte relativamente invariable de la personalidad. Varias técnicas psicológicas son utilizadas para inducir a la flexibilidad de la creencia. Otros magos del caos opinan que no se necesita de "creencia" para hacer magia.

### Énfasis en el ritualismo creativo
La modificación y la innovación del ritual tienen lugar en todas las tradiciones mágicas y religiosas de diferentes maneras. En el caso de la Magia del Caos, la idea de que los sistemas de creencia y técnicas que inducen a la gnosis son intercambiables ha conducido a una particularmente amplia variedad de prácticas mágicas. Muchos autores explícitamente animan a los lectores a inventar su propio estilo mágico. El manual de entrenamiento básico de la Magia del Caos, el "Liber MMM", obligatorio para la asociación en la IOT, requiere de la creación original de un ritual de destierre.

## En la cultura popular
En el universo medieval-fantástico de los juegos de rol Warhammer Fantasy y su contraparte futurista Warhammer 40.000, los antagonistas de estas series, los Seguidores del Caos, tienen como símbolo de culto la estrella del caos, pero este culto se dedica a la alabanza, adoración e intervención por parte de seres demoníacos, los cuales están unificados bajo el símbolo de la estrella del caos.
En realidad tanto la caosfera como el símbolo del caos de Warhammer están basados en el símbolo del caos creado por el escritor Michael Moorcock.
En el universo Marvel, Wanda Maximoff, también conocida como “Scarlet Witch”, manipula la magia del caos, dándole control mágico en la manipulación de la realidad y probabilidad. La magia del caos, en Marvel, es tan poderosa que no se creía de su existencia, pudiendo borrar o destruir la misma realidad. Wanda adquirió esta magia en su nacimiento por el dios del caos, Chton. Wanda Maximoff en el UCM también manipula esta magia.